# زبرموسپرسانان
زبرموسپرسانان(نام علمی: Chaetothyriales) نام یک راسته از subdivision قارچ‌های فنجانی است.